# Kościół św. Jana Chrzciciela we Frydku-Mistku

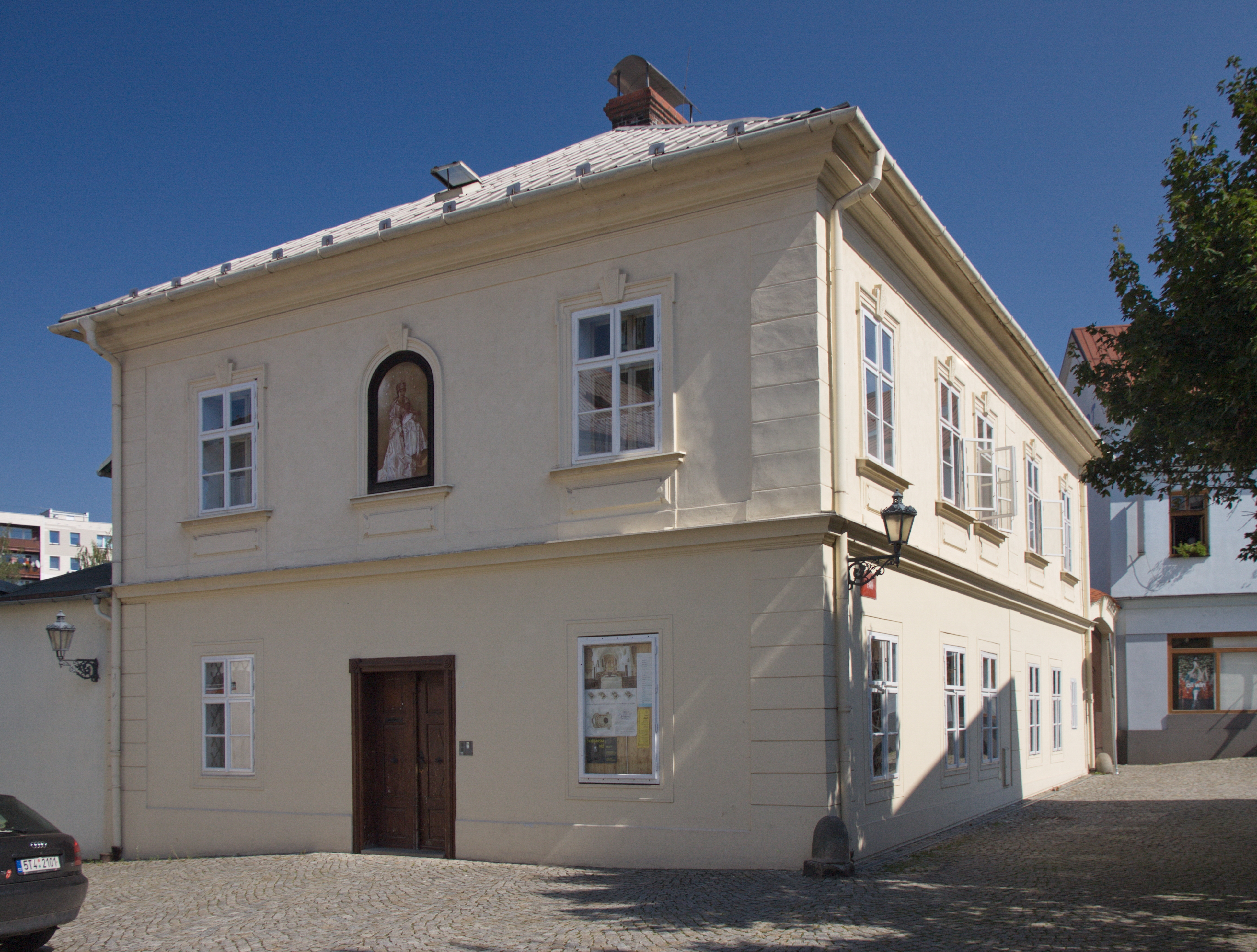
Plebania we Frydku

Kościół św. Jana Chrzciciela we Frydku-Mistku (czes. Kostel svatého Jana Křtitele) – zabytkowy rzymskokatolicki kościół we Frydku-Mistku, w dzielnicy Frydek, w kraju morawsko-śląskim w Czechach (w historycznym regionie Śląska Cieszyńskiego). Jest kościołem parafialnym parafii św. Jana Chrzciciela we Frydku.

## Historia
Kościół we Frydku założono prawdopodobnie w połowie XIV wieku. Jednak pierwsza udokumentowana wzmianka pochodzi z roku 1447; wówczas parafia we Frydku została wymieniona w spisie świętopietrza sporządzonym przez archidiakona opolskiego Mikołaja Wolffa wśród innych parafii archiprezbiteratu (dekanatu) w Cieszynie pod nazwą Fredek. Potwierdzeniem istnienia parafii we Frydku był list księcia Kazimierza II. Kościół był poświęcony św. Janowi Chrzcicielowi, patronowi diecezji wrocławskiej. W latach 1554–1581 kościół należał do luteran. W 1592 świątynia ucierpiała podczas pożaru i w rezultacie musiała być na nowo zasklepiona. Wraz ze wzrostem populacji miasta do pierwotnego kościoła dodano obecną nawę i kaplice pw. św. Anny, św. Krzyża, św. Jana Nepomucena oraz Matki Bożej Bolesnej. Na początku XVII wieku rozpoczęto budowę kamiennej wieży, jednak przerwano ją w roku 1620, w wyniku wojny trzydziestoletniej. Sam kościół doznał strat podczas tej wojny, gdy w Boże Narodzenie 1626 roku został zbezczeszczony i uszkodzony przez żołnierzy Mansfelda. Dokończenie budowy wieży rozpoczęło się w październiku 1650. Ważnym wydarzeniem dla kościoła i całego miasta był dzień 12 kwietnia 1688. Tego dnia wybuch wielki pożar, który w ciągu kilku godzin spalił całe wewnętrzne miasto razem z zamkiem, szkołą parafialną, farą oraz samym kościołem. Zwłaszcza wieża była bardzo zniszczona – znajdujący się na niej dzwon z 1636 roku spadł z wielkim hukiem, a żar ognia całkowicie go roztopił. Ze względu na to, że dobytek parafian także mocno ucierpiał podczas tego pożaru, proboszcz Jindřich Samuel Wolf potrzebował 12 lat, aby zebrać pieniądze na odbudowę kościoła. Wybudowano wówczas także nową plebanię. Gdy proboszczem został Václav Tadeáš Faldina (1707–1731) w kościele zbudowano nowy ołtarz główny. Do reform józefińskich, kościół parafialny otaczał cmentarz ogrodzony kamiennym murem z pięcioma wnękami z kaplicami. Najbardziej zasłużone dla parafii osoby chowano jednak wewnątrz kościoła. Kolejny pożar z 11 kwietnia 1848 doprowadził do spalenia się kopuły wieży, którą potem zastąpiono równym dachem. Po tym pożarze w kościele ulokowano nowe dzwony, które 28 kwietnia 1850 poświęcił ołomuniecki biskup pomocniczy. Dopiero w 1876 roku zostało wybudowane nowogotyckie piętro wieży z dzwonnicą. Gdy proboszczem był Jan Koziar, w kościele postawiono nową chrzcielnicę, ambonę i chór. W 1871, za czasów jego następcy, proboszcza Karla Findinského, postawiono kolejny nowy ołtarz, z czterema rzeźbami: Apostołów Piotra i Pawła, św. Wacława i św. Floriana.

## Opis
Pod względem architektonicznym kościół jest trójnawową bazyliką. Utrzymane w białej tonacji wnętrze jest spójne. Z prawej strony znajdują się witraże przedstawiające Chrystusa. Na wieży kościelnej znajdują się trzy dzwony: dwa mniejsze (Ludviges i Joannes) i jeden duży (ważący 1450 kg) Maria.